# Pairinhac (Alier)
Périgny és un municipi francès, situat al departament de l'Alier i a la regió d'Alvèrnia-Roine-Alps. L'any 2007 tenia 436 habitants.

## Demografia

### Població
El 2007 la població de fet de Périgny era de 436 persones. Hi havia 172 famílies de les quals 36 eren unipersonals (16 homes vivint sols i 20 dones vivint soles), 56 parelles sense fills, 56 parelles amb fills i 24 famílies monoparentals amb fills.
La població ha evolucionat segons el següent gràfic:
Habitants censats

### Habitatges
El 2007 hi havia 202 habitatges, 176 eren l'habitatge principal de la família, 9 eren segones residències i 17 estaven desocupats. Tots els 202 habitatges eren cases. Dels 176 habitatges principals, 133 estaven ocupats pels seus propietaris, 42 estaven llogats i ocupats pels llogaters i 1 estava cedit a títol gratuït; 1 tenia una cambra, 3 en tenien dues, 18 en tenien tres, 63 en tenien quatre i 91 en tenien cinc o més. 167 habitatges disposaven pel capbaix d'una plaça de pàrquing. A 71 habitatges hi havia un automòbil i a 94 n'hi havia dos o més.

### Piràmide de població
La piràmide de població per edats i sexe el 2009 era:
| Homes | Edats   | Dones |
| ----- | ------- | ----- |
| 0     | 95 o +  | 0     |
| 0     | 90 a 94 | 4     |
| 0     | 85 a 89 | 0     |
| 4     | 80 a 84 | 4     |
| 4     | 75 a 79 | 8     |
| 16    | 70 a 74 | 24    |
| 4     | 65 a 69 | 8     |
| 8     | 60 a 64 | 8     |
| 12    | 55 a 59 | 8     |
| 24    | 50 a 54 | 24    |
| 24    | 45 a 49 | 8     |
| 16    | 40 a 44 | 16    |
| 20    | 35 a 39 | 8     |
| 0     | 30 a 34 | 4     |
| 32    | 25 a 29 | 16    |
| 8     | 20 a 24 | 8     |
| 4     | 15 a 19 | 44    |
| 20    | 10 a 14 | 4     |
| 0     | 5 a 9   | 8     |
| 4     | 0 a 4   | 8     |

## Economia
El 2007 la població en edat de treballar era de 291 persones, 201 eren actives i 90 eren inactives. De les 201 persones actives 186 estaven ocupades (111 homes i 75 dones) i 15 estaven aturades (8 homes i 7 dones). De les 90 persones inactives 37 estaven jubilades, 18 estaven estudiant i 35 estaven classificades com a «altres inactius».

### Ingressos
El 2009 a Périgny hi havia 184 unitats fiscals que integraven 441,5 persones, la mediana anual d'ingressos fiscals per persona era de 16.050 €.

### Activitats econòmiques
Dels 15 establiments que hi havia el 2007, 1 era d'una empresa de fabricació d'elements pel transport, 2 d'empreses de fabricació d'altres productes industrials, 4 d'empreses de construcció, 3 d'empreses de comerç i reparació d'automòbils, 1 d'una empresa de transport, 1 d'una empresa d'hostatgeria i restauració, 1 d'una empresa de serveis, 1 d'una entitat de l'administració pública i 1 d'una empresa classificada com a «altres activitats de serveis».
Dels 7 establiments de servei als particulars que hi havia el 2009, 2 eren tallers de reparació d'automòbils i de material agrícola, 1 autoescola, 1 paleta, 1 guixaire pintor i 2 fusteries.
L'únic establiment comercial que hi havia el 2009 era una botiga de menys de 120 m².
L'any 2000 a Périgny hi havia 36 explotacions agrícoles que ocupaven un total de 2.525 hectàrees.

## Equipaments sanitaris i escolars
El 2009 hi havia una escola elemental.

## Poblacions més properes
El següent diagrama mostra les poblacions més properes.